# Margherita di Namur
Margherita o Sibilla di Courtenay (in francese: Marguerite de Courtenay-Namur; 1196 – Marienthal (Helperknapp), 1258) è stata signora d'Issoudun, dal 1210 al 1213, poi contessa consorte di Vianden, dal 1217 al 1252 e Marchesa di Namur dal 1229 al 1237.

## Origine
Margherita, secondo la Chronica Albrici Monachi Trium Fontium, era figlia del signore di Courtenay, Marchese consorte di Namur, che era stato Conte consorte e poi conte reggente di Nevers d'Auxerre e di Tonnerre e futuro imperatore latino di Costantinopoli, Pietro II di Courtenay e della Marchesa di Namur e futura imperatrice reggente dell'impero latino di Costantinopoli, Iolanda di Fiandra, che, ancora secondo la Chronica Albrici Monachi Trium Fontium, era la figlia femmina secondogenita del Conte di Hainaut, Marchese di Namur e Conte di Fiandra, Baldovino V di Hainaut e della Contessa di Fiandra, Margherita d'Alsazia che, secondo la Flandria Generosa (Continuatio Claromariscensis) era la figlia femmina secondogenita del conte delle Fiandre, Teodorico di Alsazia (1099 circa – 4 gennaio 1168) e di Sibilla d'Angiò (1112 circa – 1165).
Pietro II di Courtenay, sempre secondo la Chronica Albrici Monachi Trium Fontium a monacho novi monasterii hoiensis interpolata era figlio di Pietro e della moglie Elisabetta di Courtenay , che secondo la Historia Regum Francorum era figlia del signore di Courtenay, Rinaldo e della prima moglie Helvise di Donjon.

## Biografia
Margherita, nel 1210, fu data in sposa a Rodolfo III signore d'Issoudun (Radulfus de Essolduno in Bituria), come ci viene confermato dalla Chronica Albrici Monachi Trium Fontium, figlio di Oddone III signore d'Issoudun e della moglie, Alice di Montbard; già in quello stesso anno, il documento n° 1229 della Histoire des ducs de Bourgogne de la race capétienne, conferma l'avvenuto matrimonio (Radulphus dominus Exolduni notum facio universi presentibus et futuri quod concedente Margarita uxore mea).
Nel 1211, Margherita seguì il marito che prese parte alla crociata albigese.
L'anno dopo il marito si ammalò e fece testamento in presenza di vari testimoni tra cui, Margherita (Margarita uxor mea).
Non si conosce la data esatta della morte del marito di Margherita, senza discendenza, ma fu prima del 1215, anno in cui il cognato, Guglielmo si citava come signore di Issoudun.
Tra il 1216 ed il 1217, Margherita si sposò, in seconde nozze, con Enrico I conte di Vianden (comes Heinricus de Vienne et Ardenna), come ci viene confermato dalla Chronica Albrici Monachi Trium Fontium, figlio di Federico III conte di Vianden e della moglie, Matilde di Neuerburg.
Dopo la morte, nel 1216, del fratello di sua madre, Iolanda, suo zio, Enrico di Fiandra, Imperatore Latino di Costantinopoli, suo padre, Pietro, fu eletto imperatore, come ci conferma la Ex Historia Episcoporum Autissiodorensium, che ci conferma anche che Pietro e Iolanda furono incoronati a Roma da Papa Onorio III, il 9 aprile 1217.
 Suo fratello, Filippo era rimasto a Namur come Marchese reggente di Namur.
Sempre secondo la Chronica Albrici Monachi Trium Fontium, suo padre, Pietro, durante il viaggio di trasferimento da Roma a Costantinopoli fu assalito e fatto prigioniero dal Despota d'Epiro, Teodoro Angelo Comneno Ducas, e di lui non si ebbero più notizie, mentre la madre, Iolanda, con le sue sorelle giunse a Costantinopoli, via mare, e dovette regnare come reggente.
 Poco dopo (1219), però, sua madre, Iolanda morì. Sul trono di Costantinopoli le succedette il suo secondo figlio Roberto di Courtenay, dopo il rifiuto opposto da Filippo, che le era succeduto, nel Marchese di Namur.
Secondo la Chronique de Guillaume de Nangis, Collection des Mémoires relatifs à l'histoire de France, nel 1226, suo fratello, Filippo II, Marchese di Namur, al seguito del re di Francia, Luigi VIII, aveva preso parte alla crociata albigese; ma durante il ritorno verso nord, una malattia fece diverse vittime, tra cui lo stesso re e suo fratello Filippo II, Marchese di Namur.
Il suo terzo fratello, Enrico, ancora sotto tutela, gli succedette come Enrico II.
Quando suo fratello, Roberto, imperatore latino di Costantinopoli, nel 1228 morì, suo fratello, Enrico, rifiutò il trono di Costantinopoli, che fu occupato dal fratello ultimogenito, l'undicenne, Baldovino, sotto la reggenza di Giovanni di Brienne.
Ancora secondo la Chronica Albrici Monachi Trium Fontium, Enrico (comite Namucensi Henrici puero) morì poco dopo, nel 1229, ancora sotto la tutela di Enguerrand (sub tutela Ingelranni de Coci). Dopo la sua morte, il marchesato venne occupato dal marito di Margherita, Enrico I, Conte di Vianden; anche Ferdinando del Portogallo, conte di Fiandra avrebbe voluto succedergli nel titolo; ma trovandolo già occupato dalla sorella di Enrico II, Margherita (o Sibilla), contessa consorte della contea di Vianden Ferdinando si accontentò di due castelli: Vieuville, nei pressi di Charleroi e Golzinne, nei pressi di Namur; Margherita succedette al fratello come Margherita II.
La guerra con Ferinando era durata più due anni e si era conclusa col trattato di Cambray, nel novembre 1332.
In un documento del 1231, suo marito, Enrico, si era già citato come marchese di Namur e conte di Vienne (Henricus marchio Namucensis et Viennæ comes et Margarita marcionissa et comitissa uxor eius).
Nel 1237, suo fratello Baldovino venne in Francia per sollecitare aiuti militari, per difendere il suo impero latino di Costantinopoli; nel contempo però pretese che gli venisse restituito il marchesato di Namur e i suoi possedimenti nelle Fiandre; nonostante la resistenza di Margherita, Baldovino, con l'appoggio del re di Francia, Luigi IX il Santo e la contessa di Fiandra, Giovanna di Costantinopoli, cugina prima di Margherita e Baldovino, quest'ultimo ottenne il marchesato di Namur ed i castelli di Vieuville e Golzinne.
Suo fratello Baldovino, trovandosi nuovamente in Francia, nel 1247, prima di tornare in oriente, fece giurare ai notabili ed ai militari di Namur, che nel caso di sua morte, senza una sua discendenza diretta il marchesato sarebbe andato a Margherita o a una delle altre sorelle ancora in vita, Elisabetta e/o Agnese; queste disposizioni le scrisse nel suo testamento.
Nel 1248, secondo la Diplomatum Belgicorum Nova Collectio, volume 4, Margherita ed Enrico (Henricus et Margarita comitissa Viennensis) fondarono il monastero di Vianden.
Margherita rimase vedova nel 1252; secondo le Europäische Stammtafeln (non consultate), Enrico morì in Terra Santa, dove si era recato per combattere.
Dopo essere rimasta vedova, Margherita si fece suora, nel monastero di Marienthal, dove morì nel 1258, come scritto in un documento dell'epoca.

## Figli
Al primo marito, Rodolfo, Margherita non diede figli.
Al secondo marito, Enrico diede cinque figli:
- Federico ( † dopo il 1248), citato dai genitori nel documento caput LXII del Diplomatum Belgicorum Nova Collectio, volume 4[23]
- Filippo ( † 1273), citato dai genitori nel documento caput LXII del Diplomatum Belgicorum Nova Collectio, volume 4[23]
- Enrico  ( † 1267), Vescovo di Utrecht, dal 1249
- Mathilde ( † dopo il  1240), che sposò Giovanni Angelo
- Iolanda ( † 1283), che secondo le Europäische Stammtafeln fu priora, nel monastero di Marienthal, del 1258.

## Ascendenza
|                         |                         |                          | Genitori                 |  |  | Nonni |  |  | Bisnonni            |  |  | Trisnonni            |  |
|                         |                         |                          |                          |  |  |       |  |  | Luigi VI di Francia |  |  | Filippo I di Francia |  |
|                         |                         |                          |                          |  |  |       |  |  | Luigi VI di Francia |  |  | Filippo I di Francia |  |
|                         |                         | Berta d'Olanda           |                          |  |  |       |  |  | Luigi VI di Francia |  |  |                      |  |
| Pietro I di Courtenay   |                         |                          |                          |  |  |       |  |  | Luigi VI di Francia |  |  |                      |  |
|                         |                         | Adelaide di Savoia       | Umberto II di Savoia     |  |  |       |  |  |                     |  |  |                      |  |
|                         |                         | Adelaide di Savoia       | Umberto II di Savoia     |  |  |       |  |  |                     |  |  |                      |  |
|                         |                         | Adelaide di Savoia       | Giselda di Borgogna      |  |  |       |  |  |                     |  |  |                      |  |
| Pietro II di Courtenay  |                         | Adelaide di Savoia       |                          |  |  |       |  |  |                     |  |  |                      |  |
|                         |                         | Rinaldo di Courtenay     | Miles di Courtenay       |  |  |       |  |  |                     |  |  |                      |  |
|                         |                         | Rinaldo di Courtenay     | Miles di Courtenay       |  |  |       |  |  |                     |  |  |                      |  |
|                         |                         | Rinaldo di Courtenay     | Ermengarda di Nevers     |  |  |       |  |  |                     |  |  |                      |  |
| Elisabetta di Courtenay |                         | Rinaldo di Courtenay     |                          |  |  |       |  |  |                     |  |  |                      |  |
|                         |                         | Helvise di Donjon        | Ferry di Donjon          |  |  |       |  |  |                     |  |  |                      |  |
|                         |                         | Helvise di Donjon        | Ferry di Donjon          |  |  |       |  |  |                     |  |  |                      |  |
|                         |                         | Helvise di Donjon        | …                        |  |  |       |  |  |                     |  |  |                      |  |
| Margherita di Namur     |                         | Helvise di Donjon        |                          |  |  |       |  |  |                     |  |  |                      |  |
|                         | Baldovino IV di Hainaut | Baldovino III di Hainaut |                          |  |  |       |  |  |                     |  |  |                      |  |
|                         | Baldovino IV di Hainaut | Baldovino III di Hainaut |                          |  |  |       |  |  |                     |  |  |                      |  |
|                         | Baldovino IV di Hainaut | Iolanda di Gheldria      |                          |  |  |       |  |  |                     |  |  |                      |  |
| Baldovino V di Hainaut  | Baldovino IV di Hainaut |                          |                          |  |  |       |  |  |                     |  |  |                      |  |
|                         |                         | Alice di Namur           | Goffredo I di Namur      |  |  |       |  |  |                     |  |  |                      |  |
|                         |                         | Alice di Namur           | Goffredo I di Namur      |  |  |       |  |  |                     |  |  |                      |  |
|                         |                         | Alice di Namur           | Ermesinda di Lussemburgo |  |  |       |  |  |                     |  |  |                      |  |
| Iolanda di Fiandra      |                         | Alice di Namur           |                          |  |  |       |  |  |                     |  |  |                      |  |
|                         |                         | Teodorico di Alsazia     | Teodorico II di Lorena   |  |  |       |  |  |                     |  |  |                      |  |
|                         |                         | Teodorico di Alsazia     | Teodorico II di Lorena   |  |  |       |  |  |                     |  |  |                      |  |
|                         |                         | Teodorico di Alsazia     | Gertrude delle Fiandre   |  |  |       |  |  |                     |  |  |                      |  |
| Margherita I di Fiandra |                         | Teodorico di Alsazia     |                          |  |  |       |  |  |                     |  |  |                      |  |
|                         |                         | Sibilla d'Angiò          | Folco V d'Angiò          |  |  |       |  |  |                     |  |  |                      |  |
|                         |                         | Sibilla d'Angiò          | Folco V d'Angiò          |  |  |       |  |  |                     |  |  |                      |  |
|                         |                         | Sibilla d'Angiò          | Eremburga del Maine      |  |  |       |  |  |                     |  |  |                      |  |
|                         |                         | Sibilla d'Angiò          |                          |  |  |       |  |  |                     |  |  |                      |  |

### Fonti primarie
- (LA)  Monumenta Germaniae Historica, Scriptores, tomus IX.
- (LA)  Monumenta Germaniae Historica, Scriptores, tomus XXIII.
- (LA)  Recueil des historiens des Gaules et de la France, tomus XII.
- (LA)  Recueil des historiens des Gaules et de la France, tomus XVIII.
- (LA)  Diplomatum Belgicorum Nova Collectio, volume 1.
- (LA)  Diplomatum Belgicorum Nova Collectio, volume 4.
- (FR)  Chronique de Guillaume de Nangis, Collection des Mémoires relatifs à l'histoire de France.
- (FR)  Recueil des historiens des croisades. Historiens occidentaux. Tome second.
- (LA)  (FR)  Histoire généalogique de la Maison royale de Courtenay.
- (LA)  (FR)  Histoire des ducs de Bourgogne de la race capétienne, tomus III.
- (LA)  (FR)  Histoire généalogique des ducs de Bourgogne de la maison de France.

### Letteratura storiografica
- D.M. Nicol, "La quarta crociata e gli imperi greco e latino, 1204 - 1261", cap. XIV, vol. III (L'impero bizantino) della Storia del mondo medievale, 1999, pp. 503–558
- (FR)  Histoire du comté de Namur